# クラビバクター属
クラビバクター属（Clavibacter）は放線菌門放線菌綱放線菌目マイクロバクテリウム科の属の一つであり、好気性グラム陽性菌の真正細菌である。